# Solitärer Fruchtvampir
Der Solitäre Fruchtvampir (Artibeus incomitatus) ist eine Art der Untergattung Dermanura der Eigentlichen Fruchtvampire der Fledermäuse. Sie kommt lediglich auf der nur 4 km² großen isolierten Insel Escudo de Veraguas im Karibischen Meer vor Panama vor und ist sehr eng mit dem Thomas-Fruchtvampir (Artibeus watsoni) verwandt.

## Beschreibung
Der Solitäre Fruchtvampir ähnelt sehr stark dem Thomas-Fruchtvampir, ist aber signifikant größer (10 % größere Körpermaße [59,7 zu 54,2 mm] und 6 % längerer Schädel [20,9 zu 19,6 mm]) und schwerer (~15 % [13 zu 11,2 g]), auch die kleinsten Exemplare liegen in den Körpermaßen außerhalb der Variationsbreite von A. watsoni. Die Tiere haben struppig-langes zweifarbiges dorsales Fell – meist in umbra, jedoch sind farbliche Variationen zwischen Rußfarben und einem kräftigen Braun bekannt. Die Unterseite ist heller, meist in sepia gefärbt. Die Tiere haben cremefarbene Zeichnungen an Rändern vom Ohr, sowie helle Streifen im Gesicht, die jedoch nur bei weniger als der Hälfte der Individuen stark bis ins Weiße ausgeprägt sind. Die äußeren Extremitäten sind behaart. Der Schädel ist robust und groß, das Rostrum breit, tief und bögenförmig.

### Gebiss
| 2 | · | 1 | · | 2 | · | 2   | = 28-30 |
| 2 | · | 1 | · | 2 | · | 2-3 | = 28-30 |

Die I1 haben gleich große Spitzen, die hinteren Schneiden der P4 sind meist wenig und schwach ausgeprägt gekerbt. M1 ist breit mit großen äußeren Tubercula, der M3 fehlt sehr oft.

### Verhalten
Über das Verhalten des Der Solitären Fruchtvampirs ist wenig bekannt, außer dass sie fruchtfressend sind. Er ernährt sich aber im Gegensatz zu den benachbarten Arten der Gattung Artibeus von einer breiteren Auswahl von Früchten. Es fehlt dagegen die wichtige Nahrungsquelle für Fruchtvampire des Festlandes, Feigen.

## Verbreitung
Der Solitäre Fruchtvampir kommt lediglich auf der 4 km² großen isolierten Inseln Escudo de Veraguas vor, auf dieser ist die Art jedoch weit verbreitet – mit einer höheren Populationsdichte als Artibeus watsoni auf dem Festland und den benachbarten Inseln – und wird in allen Habitaten, sowohl den Kokosplantagen, den sumpfigen Niederungen als auch auf den flachen Hügeln (etwa 50 m) und den Mangroven (Meereshöhe) angetroffen. Artibeus incomitatus ist die einzige fruchtfressende Fledermaus auf Escudo de Veraguas.

## Parasiten
Eine bisher unbeschriebene Fledermausfliege der Familie Streblidae, die eng mit der Art Paratrichobius lowei der Schwester-Fruchtvampirart Artibeus watsoni verwandt ist, lebt als Endoparasit auf dem Solitären Fruchtvampir.

## Gefährdung
Der Solitäre Fruchtvampir wird von der IUCN wegen seines geringen Verbreitungsgebietes – seine Heimatinsel umfasst lediglich 3,4 km² – als vom Aussterben bedroht (critically endangered) eingestuft.

## Evolution und Systematik
Der Solitäre Fruchtvampir hat sich aus einer mit dem Thomas-Fruchtvampir verwandten Fledermaus entwickelt, der erhebliche Inselgigantismus der Art innerhalb von etwa 9.000 Jahren wird auf die geringe Größe von Escudo de Veraguas und das Fehlen von Nahrungskonkurrenz bei gleichzeitigem weitgehenden Fehlen von Feigen, einer der Hauptnahrungsquellen von Thomas-Fruchtvampir-Populationen, zurückgeführt. Die Einordnung als eigene Art und nicht als Unterart des Thomas-Fruchtvampirs wird mit den großen morphologischen Unterschieden begründet; selbst die kleinsten adulten Exemplare sind größer als die Variationsbreite des Thomas-Fruchtvampirs; zudem gibt es signifikante Unterschiede im Aufbau der Zähne, namentlich des unteren M2.

## Namen
Das Artepitheton incomitatus entstammt dem Latein und bedeutet alleine, unbegleitet und leitet sich von der Isolation der Population von anderen Artibeus-Arten ab.